# Śpioch (film)
Śpioch (ang. Sleeper) – amerykański film fabularny (komedia satyryczna) w konwencji science fiction z 1973 w reżyserii Woody’ego Allena.
Zdjęcia do filmu kręcono przez 29 tygodni.
Film otrzymał nagrodę Hugo w kategorii najlepsza prezentacja dramatyczna w 1974.

## Opis fabuły
Akcja filmu wybiega w przyszłość (wiek XXII). Zahibernowany 200 lat wcześniej właściciel sklepu budzi się po nieudanej operacji i zastaje nieznaną mu z dotychczasowego życia rzeczywistość. Spotyka zautomatyzowany, kontrolowany przez komputery świat, wielkie, zmutowane genetycznie owoce, maszyny do zaspokajania potrzeb seksualnych itp.

## Obsada
- Woody Allen jako Miles Monroe
- Diane Keaton jako Luna Schlosser
- Don Keefer jako Dr. Tyron
- Barlett Robinson jako Dr. Orva
- Mary Gregory jako Dr. Melik
- John Beck jako Erno Windt
- Douglas Rain jako Bio Central Computer 2100 (głos)